# Go-Ichijo
Imperador Go-Ichijo (後一条天皇, Go-Ichijo-tennō, 1008—1036) foi o 68º Imperador do Japão, na lista tradicional de sucessão.

## Vida
Antes de ascender ao Trono do Crisântemo, seu nome pessoal (Imina) era Atsunari-shinnō, também conhecido como Atsuhira-shinnō (敦成親王)  
Atsunari era o segundo filho do Imperador Ichijo. Sua mãe, a Imperatriz Shōshi, era filha de Fujiwara no Michinaga.
Em 1012 Atsuhira se casa com uma filha de Fujiwara no Michinaga. 
Em 1016 problemas de visão incomodavam cada vez mais o Imperador Sanjō levando à cegueira; isto fez com que abdicasse aos 40 anos de idade, depois de ter reinado por seis anos. Se tornou então um Daijō-tennō (Imperador Aposentado), a sucessão foi recebida por seu primo, o príncipe Atsunari. Pouco tempo depois, o Imperador Go-Ichijo ascende ao trono aos 9 anos, reinando de 1016 a 1036.
Em 1017 o Prince Atsuakira, o filho mais velho de Sanjō, Prince Atsunaga, foi nomeado príncipe herdeiro em seu lugar. Neste mesmo ano Michinaga foi elevado ao cargo de Daijō Daijin.
Em 15 de maio de 1036 o Imperador Go-Ichijo morreu aos 28 anos de idade. Go-Ichijo é tradicionalmente venerado em um memorial no santuário xintoísta em Quioto. A Agência da Casa Imperial designa este local como Mausoléu de Go-Ichijo. E é oficialmente chamado Bodaijuin no misasagi.

## Daijō-kan
- Sesshō, Fujiwara no Michinaga, 966-1027.[3]
- Sesshō, Fujiwara no Yorimichi, 992-1074
- Kanpaku, Fujiwara no Yorimichi
- Daijō Daijin , Fujiwara no Michinaga
- Daijō Daijin , Kan'in Kinsue, 956-1029
- Sadaijin, Fujiwara no Michinaga
- Sadaijin, Fujiwara no Akimitsu, 944-1021.
- Sadaijin, Fujiwara no Yorimichi
- Udaijin, Fujiwara no Sanesuke,  957-1046.
- Naidaijin, Fujiwara no Norimichi, 997-1075.